# Bromus pindicus
Bromus pindicus är en gräsart som beskrevs av Heinrich Carl Haussknecht. Bromus pindicus ingår i släktet lostor, och familjen gräs. Inga underarter finns listade i Catalogue of Life.